# 斯捷皮夫卡 (傑拉日尼亞區)
49°14′38″N 27°51′17″E / 49.24389°N 27.85472°E
斯泰皮夫卡（烏克蘭語：Степівка）是位於烏克蘭西部的村莊，由赫梅利尼茨基州裡赫梅利尼茨基區的沃夫科溫齊市鎮負責管轄。該村始建於1860年，面積0.8平方公里，海拔高度305米，2001年人口237。